# تپه اکبرآباد ۱
تپه اکبر آباد ۱ مربوط به سده‌های ۹ تا ۱۱ ه.ق است و در شهرستان زابل، بخش میانکنگی، دهستان قرقری، ۵۰۰ متری غرب روستای اکبرآباد واقع شده و این اثر در تاریخ ۱۲ دی ۱۳۸۶ با شمارهٔ ثبت ۲۰۳۵۹ به‌عنوان یکی از آثار ملی ایران به ثبت رسیده است.